# Vârful Pietrosul Călimanilor, Munții Călimani
Pietrosul Călimanilor este cel mai înalt vârf vulcanic din munții Călimani, cu o înălțime de 2.100 m. Este un munte masiv, dar destul de accesibil turiștilor.

## Accesibilitate
Vârful Pietrosu poate fi atins venind dinspre Lunca Bradului, pe valea Ilvei prin Șaua Negoiului sau pe Pârâul Repede. Primul traseu este mai accesibil, iar al doilea mai scurt. O altă modalitate de a ajunge este dinspre Gura Haitii (o localitate la poalele Călimanilor), mergând fie prin fosta exploatare de sulf, fie urmând traseul turistic care străbate zonele cunoscute sub numele de Cei 12 Apostoli, Pietrele Roșii și apoi Pietrosu. O alta modalitate de a ajunge este venind dinspre Toplița pe la cabana meteorologica Retițiș (care se găsește la 2.022 m).  Traseele sunt de o frumusețe deosebită, atât vara cât și iarna, când prezintă o dificultate mai ridicată.